# Tangdong (häradshuvudort i Kina, Hunan Sheng, lat 26,00, long 113,25)
Tangdong (kinesiska: 资兴, 唐洞, 资兴市) är en häradshuvudort i Kina. Den ligger i provinsen Hunan, i den södra delen av landet, omkring 250 kilometer söder om provinshuvudstaden Changsha. Antalet invånare är 337 294. Befolkningen består av 165 842 kvinnor och 171 452 män. Barn under 15 år utgör 16,0 %, vuxna 15-64 år 73 %, och äldre över 65 år 9,0 %.
Runt Tangdong är det ganska tätbefolkat, med 129 invånare per kvadratkilometer. Närmaste större samhälle är Yongxing Chengguanzhen, 18,4 km nordväst om Tangdong. I omgivningarna runt Tangdong växer huvudsakligen savannskog.
Genomsnittlig årsnederbörd är 1 809 millimeter. Den regnigaste månaden är maj, med i genomsnitt 261 mm nederbörd, och den torraste är oktober, med 31 mm nederbörd.